# Eopsetta
Eopsetta is een geslacht van straalvinnige vissen uit de familie van schollen (Pleuronectidae).

## Soorten
- Eopsetta grigorjewi (Herzenstein, 1890)
- Eopsetta jordani (Lockington, 1879)